# Lema Mabidi
Lema Mabidi, surnommé Chikito, né le 11 juin 1993 à Kinshasa (Zaïre), est un footballeur international congolais . Il joue au poste de milieu axial à l'AS Vita Club.

## Biographie

### En club

#### Débuts en RDC
Né le 11 juin 1993 à Kinshasa, Lema fait ses débuts avec un club local de sa ville natale, il s'agit des Sharks XI FC et avec qui Mabidi fait connaissance du monde professionnel en évoluant au Championnat national de la république démocratique du Congo à seize ans, Lema remporte également le tournoi de l'entente de Malebo en 2009.
Lema Mabidi fut surnommé par Chikito et restera dans le club de Sharks FC quatre saisons jusqu'à 2013 quand l'AS Vita Club le transfère à l'âge de 20 ans, Lema poursuit son développement et atteint cette année là l'Équipe nationale de la RDC. Et après un excellent parcours, il arrive à la finale de la Ligue des champions de la CAF en 2014 avec l'AS Vita Club. Il inscrit un doublé lors de la finale aller contre le club algérien de l'ES Sétif. Lors de la finale retour, il inscrit de nouveau un but grâce à un puissant tir lointain. En cette saison, Mabidi attira très vite des clubs étrangers hors de la RD Congo.

#### Professionnalisme en Tunisie
Juste après la CAN 2015 et lors du mercato hivernal, plusieurs clubs nord-africains étaient intéressés par son profil, mais il signa au Club Sportif Sfaxien, sa première saison avec le club tunisien commencera mal, Mabidi ne sera pas titulaire, ne marquera aucun but mais délivrera quand même une passe décisive et, à la suite d'un problème de salaire, il saisira la FIFA et s'engagera en septembre 2015 au club marocain le Raja de Casablanca.

#### Transfert au Raja CA
Malgré ses problèmes contractuels avec le club tunisien de Sfax, le Congolais, signe officiellement un contrat de 4 ans en faveur du Raja CA, le 4 septembre 2015. Concernant son transfert libre au Raja malgré son contrat avec l'équipe tunisienne, Lema affirme que « C’est suite au non-respect de contrat avec les dirigeants Sfaxien. Nous avons résilié le contrat à l’amiable, car cela fait plus de 4 mois que je n’étais pas payé. Et puis, je n’avais reçu qu’une partie de l’argent de la signature du contrat » et il insiste que « le statut de la FIFA nous protège, nous les joueurs. Car tout joueur professionnel, impayé pendant trois mois, devient automatiquement joueur libre. Et puis, on doit lui verser tout l’argent de la signature du contrat ».
Lema Mabidi marque son premier but avec le Raja en Championnat du Maroc 2015-2016 le 7 janvier 2016 à la 77e minute face à l'Ittihad de Tanger grâce à un tir puissant en dehors de la surface de réparation, juste quelques jours après et précisément le 21 février 2016, Mabidi marque un but de la même manière contre le Kawkab de Marrakech. Titulaire indiscutable, le numéro 14 du Raja marque notamment des buts lointains tout en force dont il a la spécialité. Lors de sa deuxième saison, Chikito est considéré très rapidement un des éléments très importants dans le dispositif de ses entraîneurs au sein du Raja, il devient aussi le chouchou des supporters rajaouis et gagne leur respect en raison de sa discipline, sa combativité ainsi que sa fidélité envers le club. Cette saison connaît la nomination de Lema Mabidi parmi les trois meilleurs joueurs étrangers du Championnat du Maroc 2016-2017.
Selon plusieurs articles au sujet du mercato, il est courtisé par plusieurs clubs dont Trabzonspor, Angers, Caen et Sporting Portugal.
Lors de la saison 2017-2018, Lema remporte la Coupe du Maroc 2017, et dans un match du Raja contre le FUS de Rabat, le gardien du Raja a été expulsé, le club n'avait plus le droit au changement et c'est Lema qui termine le match comme gardien de but, de plus, il arrête un coup franc direct.
Le joueur congolais participe aussi avec le Raja en Coupe de la confédération 2018, où il parvient à inscrire son premier but continental contre l'Aduana Stars. Le Raja sera finalement champion de cette compétition, et Mabidi remporta son premier trophée continental au détriment de son ancien club l'AS Vita Club en finale.

### En sélection
Âgé de 18 ans, Mabidi commence sa carrière internationale avec l'équipe de République Démocratique du Congo, en 2011, aux Qualifications à la Coupe d'Afrique des nations 2012, il joue sa première rencontre face au Cameroun au Stade des Martyrs, match achevé par 3-2 en faveur des visiteurs.
Lema a participé avec la sélection olympique aux Jeux de la Francophonie 2013 à Nice où ils étaient éliminés en quart de finale par la Côte d'Ivoire puis au Tournoi de Toulon 2013. Il a été également présent avec son équipe nationale en Coupe d'Afrique des nations 2015, l'équipe de la RDC avec Lema Mabidi Chikito vont terminer cette compétition à la troisième place ce qui permettra au joueur d'aller au professionnalisme et de rejoindre le Championnat de Tunisie.
Dès son transfert au CS Sfax puis au Raja CA, il n'est plus convoqué de façon régulière en sélection mais finalement il a été retenu pour la participation à la Coupe régionale de la COSAFA. Ensuite il a connu une nouvelle période d'absence même s'il faisait de bonnes performances avec son club, il ne fut pas convoqué pour disputer la CAN 2017, mais le retour de Mabidi était lors d'un match comptant les éliminaroires de la Coupe du monde 2018 face à la Guinée.

## Palmarès

### En club
Avec l'AS Vita Club
- Ligue des champions de la CAF:
  - Finaliste en 2014

Avec le Raja C.A
- Coupe du Trone
  - Vainqueur en 2017
- Coupe de la Confederation
  - Vainqueur en 2018
- Supercoupe d'afrique
  - Vainqueur en 2019
- Championnat du Maroc
  - Vice-champion en 2019

### En sélection
Avec l'équipe de la RDC
- Coupe d'Afrique des nations:
  - Troisième 2015

### Distinctions personnels
- Nomination parmi les trois meilleurs footballeurs étrangers au Championnat du Maroc en 2017.

## Style de jeu
Mabidi évolue au poste de milieu défensif, il peut aussi jouer comme milieu relayeur ou offensif vu ses techniques et sa vitesse, ce joueur peut également occuper le poste de défenseur latéral, Lema se fait souvent distinguer par sa capacité de marquer de loin, il est capable d'inscrire des buts par des tirs puissants qui sont considérés comme sa spécialité.

## Vie privée
Lema Mabidi est surnommé par Chikito, il est marié et très actif dans les réseaux sociaux, c'est un footballeur populaire en République démocratique du Congo et aussi au Maroc, en 2017, il présente des aides humanitaires aux associations qui soutiennent les pauvres de son pays.